# Готовље
Готовље (словен. Gotovlje) је насељено место у општини Жалец, Савињска регија, Словенија.

## Историја
До територијалне реорганизације у Словенији било је у саставу старе општине Жалец.

## Становништво
У попису становништва из 2011. године, Готовље је имало 1.216 становника.
| Број становника према пописима | Број становника према пописима | Број становника према пописима |
| ------------------------------ | ------------------------------ | ------------------------------ |
| 1991                           | 2002                           | 2011                           |
| 1.271                          | 1.134                          | 1.216                          |

Напомена: Године 1991. смањена за део насеља који је спојен са делом издвојеним од насеља Ложница при Жалцу у ново самостално насеље Подвин.